# Lamoria clathrella
Espèce
Synonymes
- Tugela clathrella Ragonot, 1888

Lamoria clathrella est une espèce de lépidoptères (papillons) de la famille des Pyralidae.
Elle a été nommée par l'entomologiste français Émile Louis Ragonot en 1888.
Elle est originaire de La Réunion, de l'île Maurice et de Madagascar.
Ses chenilles se nourrissent de jamblon (Eugenia jambolana).